# Manokwari
Manokwari (z języka biak „stara wieś”) – miasto w Indonezji na Nowej Gwinei, ośrodek administracyjny prowincji Papua Zachodnia.
Leży na półwyspie Ptasia Głowa nad Oceanem Spokojnym u zachodniego wejścia do zatoki Cenderawasih; 55 tys. mieszkańców (2006).
Ośrodek regionu rolniczego (uprawa kakaowca, owoców, palmy kokosowej; przemysł drzewny, stocznia remontowa, port morski (wywóz kopry, kakao, drewna, żywic); port lotniczy Rendani; ośrodek turystyczny, główne atrakcje to Gunung Meja Park, jezioro Anggi, plaża Amban, rezerwat Arfak; uniwersytet (Universitas Papua, zał. 2000).
Za czasów kolonialnych miasto było stolicą Nowej Gwinei. W czasie II wojny światowej zajęte przez Japończyków w kwietniu 1942 r.; broniący miasta żołnierze holenderscy przeszli do wojny partyzanckiej i walczyli jeszcze przez 30 miesięcy.